# Disturbis a les Illes Salomó de 2021
Els disturbis a les Illes Salomó de 2021 són una sèrie de manifestacions i disturbis violents en curs a les Illes Salomó, que van començar el 24 de novembre de 2021.

## Context
Les Illes Salomó han estat històricament en un estat de conflicte ètnic fins a 2003, quan Austràlia va desplegar una missió de manteniment de la pau. Els residents de Malaita, l'illa més poblada del país, s'han queixat sovint que la seva illa està abandonada pel govern central.
En 2019, el govern central del primer ministre Manasseh Sogavare va retirar el reconeixement de la República de la Xina (Taiwan) i va establir relacions amb la República Popular de la Xina. No obstant això, la província de Malaita va continuar rebent el suport de Taiwan i dels Estats Units, aquest últim va enviar 25 milions de dòlars d'ajuda a l'illa en 2020. El primer ministre de la província de Malaita, Daniel Suidani, també va celebrar un referèndum d'independència en 2020 que el govern nacional ha titllat d'il·legítim. L'augment de la desocupació i la pobresa, agreujats pel tancament de la frontera durant la pandèmia de COVID-19, també s'han mencionat com a causa dels disturbis. També s'ha acusat les empreses xineses de donar treball als estrangers en lloc dels locals.

## Fets
Les protestes van ser inicialment pacífiques, però es van tornar violentes el 24 de novembre de 2021 després de l'incendi dels edificis adjacents al Parlament de les Illes Salomó. Es van tancar escoles i negocis mentre la policia i les forces governamentals s'enfrontaven als manifestants. La violència es va intensificar amb el saqueig del barri xinès d'Honiara. La policia va disparar contra els manifestants amb gasos lacrimògens. La majoria dels manifestants procedien de la província de Malaita.
Austràlia va respondre als disturbis amb el desplegament de policies i militars, després de la petició del govern de Sogavare en virtut del Tractat Bilateral de Seguretat entre Austràlia i les Illes Salomó. El govern australià va declarar que aquest desplegament era per a fer costat al cos nacional de l'estat de Salomó per a mantenir l'ordre i protegir les infraestructures vitals i que no prendria cap posició sobre els assumptes interns de les illes. Papua Nova Guinea també hi va accedir a enviar 34 efectius de manteniment de la pau per a ajudar a frenar la violència.
El dissabte, la policia va anunciar la troballa de tres cadàvers calcinats en un edifici incendiat en el barri xinès d'Honiara, la qual cosa els converteix en les primeres morts registrades des de l'esclat dels disturbis. La policia va dir el dissabte que havia detingut a més de 100 persones en relació amb els disturbis. El dissabte al matí, els disturbis havien cessat en gran manera i els carrers estaven tranquils, segons els periodistes locals i els mitjans de comunicació social, i els agents de policia i les tropes de manteniment de la pau patrullaven els carrers.
Fiji va enviar 50 tropes el 30 de novembre de 2021. Es tracta d'un reforç dels soldats australians en el marc de l'Associació Vuvale entre Austràlia i Fiji. 120 tropes romanen en estat d'alerta a Fiji en cas de necessitat. Nova Zelanda va enviar 65 policies i tropes.

## Reaccions

### Nacionals
El primer ministre, Manasseh Sogavare, va advertir als manifestants que "s'enfrontarien a les conseqüències", i es va resistir a les crides perquè dimitís, afirmant que si el destituïssin, "seria en el ple del Parlament". També va acusar els manifestants de tenir "motivacions polítiques" i, durant una entrevista amb la Australian Broadcasting Corporation, va culpar a "potències estrangeres" dels disturbis.
El líder de l'oposició, Matthew Wale, i el primer ministre de Malaita, Daniel Suidani, van demanar la dimissió de Sogavare, culpant-li de la violència. No obstant això, tant Wale com Suidani també van condemnar la violència dels manifestants. El primer ministre de la província de Guadalcanal també va condemnar enèrgicament els disturbis.

### Internacionals
El govern de la República Popular de la Xina va expressar la seva "preocupació pels atacs" i el seu suport als intents del govern de les Illes Salomó de "restaurar l'ordre i l'estabilitat ràpidament".
Sogavare va al·legar que els països que no volien que les Illes Salomó establissin llaços amb la República Popular de la Xina havien alimentat al poble de Malaita amb "mentides falses i deliberades" sobre el canvi de relacions diplomàtiques de les Illes Salomó de la República de la Xina a la República Popular de la Xina. La portaveu del Ministeri d'Afers exteriors de la República de la Xina, Joanne Ou, va declarar: "No tenim res a veure amb els disturbis".
El primer ministre australià, Scott Morrison, va posar en dubte que els ciutadans i les empreses xineses fossin el blanc dels disturbis, qualificant els mateixos d'"història mixta". La ministra d'Afers exteriors australiana, Marise Payne, també va declarar que no hi havia indicis que països estrangers haguessin provocat els disturbis.